# تشو هاي-جين
تشو هاي-جين (الكورية: 조혜진) هي لاعب هوكي الحقل كورية جنوبية، ولدت في 16 يناير 1995 في بيونجتايك في كوريا الجنوبية.

## وصلات خارجية
- تشو هاي-جين على موقع اللجنة الأولمبية الدولية (الإنجليزية)
- تشو هاي-جين على موقع أوليمبيديا (الإنجليزية)